# Aerodramus papuensis
Andorinhão-tridáctilo ou salangana-papua (Aerodramus papuensis) é uma espécie de andorinhão da família Apodidae.
Pode ser encontrada nos seguintes países: Indonésia e Papua-Nova Guiné.